# العملية البولندية لمفوضية الشعب للشؤون الداخلية

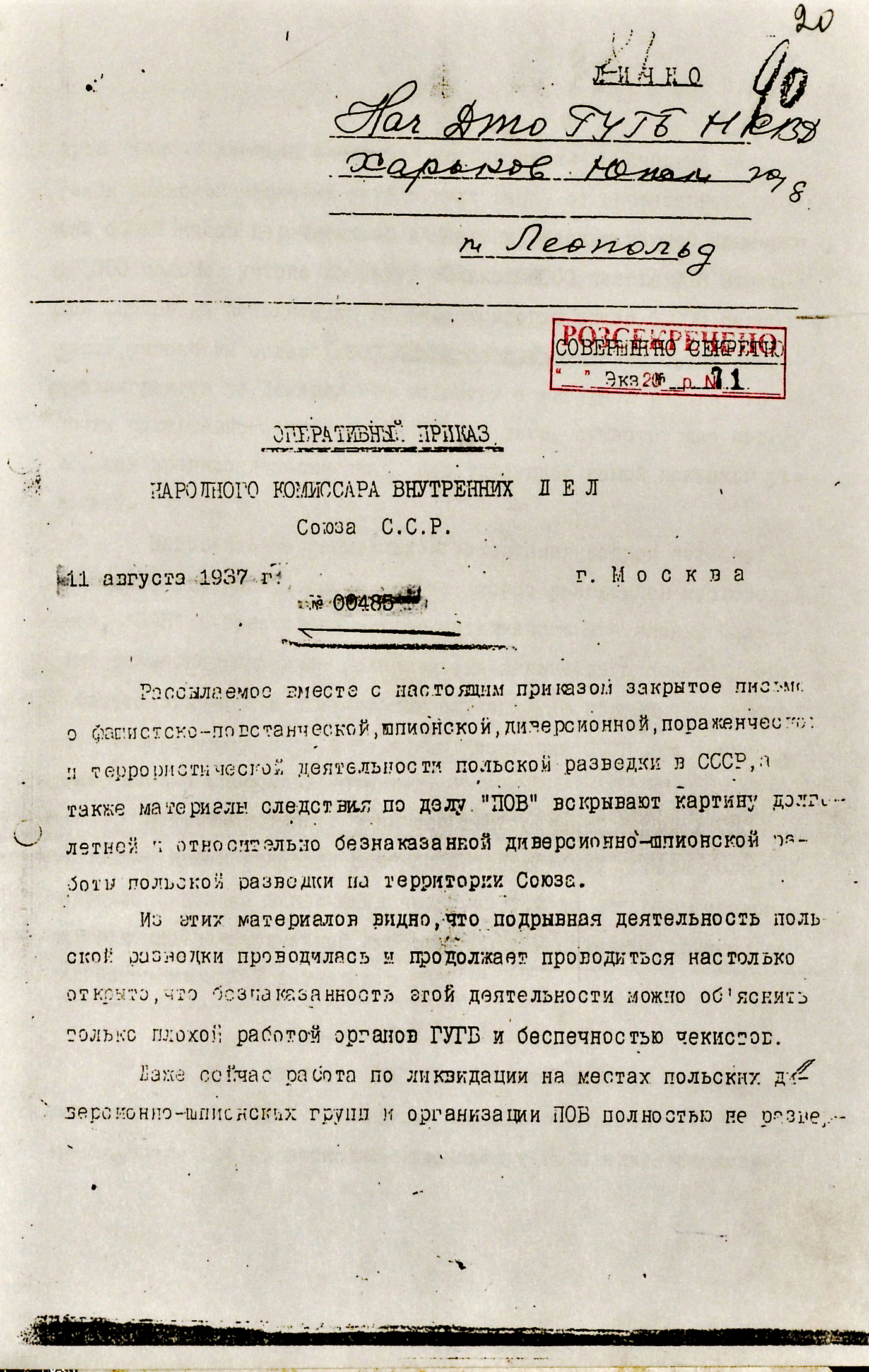

كانت العملية البولندية التي قامت بها مؤسسة المفوضية الشعبية للشؤون الداخلية (جهاز الأمن السوفيتي) في الفترة 1937-1938 عملية تطهير عرقي جماعي ضد البولنديين نُفذت في الاتحاد السوفيتي ضد بولنديين (وصفهم السوفيت بأنهم «عملاء») أثناء فترة التطهير الكبير. صدر أمر من المكتب السياسي للحزب الشيوعي في الاتحاد السوفيتي ضد من أُطلق عليهم «الجواسيس البولنديين»، وهو ما فسره مسؤولو المفوضية الشعبية للشؤون الداخلية على أنه يتعلق بـ«جميع البولنديين على نحو عام». أسفر ذلك عن معاقبة 139,835 شخصًا، وعن إعدام موجز لنحو 111,091 بولنديًا يعيشون في الاتحاد السوفيتي أو بالقرب منه. نفذت العملية وفقًا للأمر رقم 00485 للمفوضية الشعبية للشؤون الداخلية، والذي وقعه نيكولاي يجوف. كان معظم ضحايا إطلاق النار من أصل بولندي، وليس جميعهم (إذ كان يُوجد العديد من الأشخاص المنتمين إلى أقليات مختلفة من منطقة كريسي الكبرى، مثل الروثينيين)، كانت هذه الجماعات في النظرة السوفيتية تشتمل على بعض عناصر الثقافة أو التراث البولندي، وبالتالي كانت أيضا «جماعات بولندية». أما الباقون فقد «اشتُبه فيهم» بأنهم بولنديون، دون مزيد من التحقيق أو صُنفوا على أنهم ربما يتعاطفون مع البولنديين. لتسريع العملية، استعرض مسؤولو المفوضية الشعبية للشؤون الداخلية دفاتر الهاتف المحلية وألقوا القبض على أشخاص يحملون أسماء تبدو بولندية.
كانت العملية البولندية أضخم عملية إطلاق نار وترحيل عرقي أثناء حملة التطهير الكبير التي صاحبت التصفية السياسية في الاتحاد السوفيتي، والتي نظمها نيكولاي يجوف. العملية البولندية هي أيضًا أكبر عملية قتل للبولنديين، خارج النزاعات المسلحة، في التاريخ.

## أهداف العملية
جرت العملية منذ 25 أغسطس 1937 إلى 15 نوفمبر 1937 تقريبًا. كانت أكبر مجموعة من الأشخاص، من ذوي الخلفية البولندية، وهم نحو 40% من الضحايا، من أوكرانيا السوفيتية، وخاصة المناطق القريبة من الحدود مع بولندا. كان من بينهم عشرات الآلاف من الفلاحين وعمال السكك الحديدية وعمال المصانع والمهندسين وغيرهم. كان أيضًا نحو 17% من الضحايا من بيلاروس السوفيتية. كان البقية من مناطق حول غرب سيبيريا وكازاخستان، حيث عاش البولنديون المنفيون منذ تقاسم بولندا، وكذلك من جبال الأورال الجنوبية وشمال القوقاز وبقية سيبيريا، بما في ذلك الشرق الأقصى.
اعتقلت المفوضية الشعبية للشؤون الداخلية الفئات التالية من الأشخاص أثناء عمليتها البولندية، على النحو الموصوف في الوثائق السوفيتية:
- أعضاء «نشطون» من الأقلية البولندية في الاتحاد السوفيتي (جميع البولنديين تقريبًا).[1][2]
- جميع المهاجرين من الجمهورية البولندية الثانية.
- لاجئون سياسيون من بولندا (معظمهم أعضاء في الحزب الشيوعي البولندي).
- أعضاء سابقون وحاليون في الحزب الاشتراكي البولندي والأحزاب السياسية البولندية غير الشيوعية الأخرى.
- جميع من تبقى، في الاتحاد السوفيتي، من أسرى الحرب البولندية السوفيتية.
- أعضاء المنظمة العسكرية البولندية المدرجة أسماؤهم في القائمة الخاصة (ومعظمهم لم يكونوا أعضاء في تلك المنظمة).

## التركيبة الإثنية
على الرغم من أن السلطات السوفيتية تدعي أن جميع الضحايا كانوا من إثنية بولندية، فإن بعض القتلى كانوا أيضًا من أصل بيلاروسي ويهودي وأوكراني وروسي، وقد زُعم أنهم بولنديون بسبب ألقابهم أو طقوسهم الدينية. كان نحو 47.3% من مجموع «البولنديين»، الذين أُلقي القبض عليهم في بيلاروسيا، كاثوليكيين من أصل بيلاروسي، وقد أعلن كثيرون منهم أنهم بولنديون في عشرينيات القرن العشرين. شكل الذين اعتُقلوا في العملية البولندية في جميع أنحاء الاتحاد السوفيتي (سبتمبر- نوفمبر 1938) نحو  14.2%من الضحايا. كان نحو 13.4% من المعتقلين من أصل أوكراني. نحو 8.8% من المعتقلين كانوا من أصل روسي.